# Ardesztán megye

Iszfahán tartomány megyéinek elhelyezkedése

Ardesztán megye (perzsául: شهرستان اردستان ) Irán Iszfahán tartományának egyik északi megyéje az ország középső részén. Északon Szemnán tartománnyal határos, keleten Nájin, délen Iszfahán, délnyugaton Borhár, nyugatról Natanz és Aran va Bidgol megyék határolják. Székhelye Ardesztán városa. Második legnagyobb városa Zavareh. A megye lakossága 43 585 fő, területe 11 591 km². A megye két további kerületre oszlik: Központi kerület és Zavareh kerület.

## Fordítás
- Ez a szócikk részben vagy egészben  az   Ardestan County című angol Wikipédia-szócikk ezen változatának fordításán alapul.  Az eredeti cikk szerkesztőit annak laptörténete sorolja fel. Ez a jelzés csupán a megfogalmazás eredetét és a szerzői jogokat jelzi, nem szolgál a cikkben szereplő információk forrásmegjelöléseként.